# Romerella bicolor
Romerella bicolor is een hooiwagen uit de familie Sclerosomatidae.